# Cosmoscarta semimaculata
Cosmoscarta semimaculata is een halfvleugelig insect uit de familie schuimcicaden (Cercopidae). De wetenschappelijke naam van deze soort is voor het eerst geldig gepubliceerd in 1870 door Stål.